# Anton Joseph Lambert Borret
Antonius Josephus Lambertus Borret (Gemert, 12 augustus 1782 – Delft, 7 september 1858) was een advocaat, politicus, provinciaal gouverneur en later commissaris des Konings in het Verenigd Koninkrijk der Nederlanden.
In 1814 stemde hij als lid van de Vergadering van Notabelen tegen de ontwerp-Grondwet van 1814. In 1815 was hij buitengewoon lid van de dubbele Staten-Generaal der Verenigde Nederlanden (8-19 augustus 1815) voor de goedkeuring van de grondwet van 1815.
Hij bedankte voor de functie van gouverneur-generaal van Nederlands-Indië wegens familieomstandigheden en om politieke redenen.
Hij was de vader van minister Eduard Joseph Hubert Borret en Tweede Kamerlid Ferdinand Hendrik Hubert Borret.
- Biografisch Portaal: 53095384
- International Standard Name Identifier: 0000 0003 9588 8868
- Nederlandse Thesaurus van Auteursnamen: 175815283
- Parlement.com: vg09lltvt5w0
- Virtual International Authority File: 290718740
- WorldCat: E39PBJppDQYjrQMvt6pqpy4THC